# زاسریا
زاسریا(نام علمی: Zatheria) نام یک sublegion از هنگ کلادوثریا است.